# Amihai Eliyahu
Amihai Ben-Eliyahu, noto come Amihai Eliyahu, (in ebraico עמיחי בן אליהו‎?; Gerusalemme, 24 aprile 1979) è un politico israeliano di estrema destra che dal 2022 ricopre la carica di ministro del patrimonio di Gerusalemme. In precedenza è stato brevemente membro della Knesset per il partito Otzma Yehudit, essendo stato eletto in seguito alle tornate legislative israeliane del 2022, rimanendo in carica fino al gennaio 2023.
Nel 2023, Eliyahu ha ricevuto l'attenzione internazionale per il suo suggerimento di utilizzare armi nucleari nella Striscia di Gaza nella guerra Israele-Hamas del 2023.  È residente nell'insediamento di Rimonim in Cisgiordania.
»

## Biografia
Nato a Gerusalemme nell'aprile 1979, è cresciuto a Shlomi, una città nel nord di Israele. È il figlio di Shmuel Eliyahu e il nipote di Mordechai Eliyahu, l'ex rabbino capo sefardita di Israele. Ha frequentato varie yeshivah in tutto il Paese e durante il suo servizio nelle forze di difesa israeliane (IDF) ha prestato servizio nella brigata dei paracadutisti.

## Carriera politica
Prima di unirsi a Otzma Yehudit, era un sostenitore del partito Unione Nazionale. Eliyahu si è piazzato quarto nella lista di Otzma Yehudit nelle elezioni legislative israeliane del 2022 ed è diventato parlamentare.
Il 29 dicembre 2022 è diventato ministro per gli affari e il patrimonio di Gerusalemme e si è dimesso dalla Knesset il 1º gennaio 2023 come vuole la legge.

### Polemica sulle armi nucleari nel 2023
In un'intervista con Radio Kol Berama durante la guerra Israele-Hamas del 2023, Eliyahu ha affermato che l'uso delle armi nucleari era "una delle possibilità" quando si discuteva delle opzioni di Israele nella sua azione militare in corso nella Striscia di Gaza. Ha anche appoggiato lo sfollamento della popolazione palestinese di Gaza, affermando che "possono andare in Irlanda o nei deserti, i mostri di Gaza dovrebbero trovare una soluzione da soli". Si è anche opposto all'ingresso di aiuti umanitari a Gaza dicendo che "non avremmo consegnato aiuti umanitari ai nazisti" e che non c'erano "civili non coinvolti a Gaza".
La dichiarazione di Eliyahu ha immediatamente suscitato polemiche dentro e fuori Israele. I suoi commenti sono stati condannati dal leader dell'opposizione ed ex primo ministro Yair Lapid, che lo ha descritto come "un'osservazione terrificante e folle" e ha sollecitato il suo licenziamento. Eliyahu è stato condannato anche dal leader del Partito di Unità Nazionale Benny Gantz e dal ministro della difesa Yoav Gallant. Gerry Carroll, membro dell'Assemblea dell'Irlanda del Nord, ha condannato i commenti di Eliyahu in risposta al suo suggerimento che i palestinesi rimossi da Gaza venissero trasferiti in Irlanda.
In risposta, Eliyahu ha difeso le sue dichiarazioni, dicendo che "qualsiasi persona sensata" sapeva che i commenti erano "metaforici", ma ha mantenuto il suo sostegno a una "risposta potente e sproporzionata al terrorismo". Il primo ministro Benjamin Netanyahu ha sconfessato i suoi commenti e ha annunciato la sua sospensione dalle riunioni di gabinetto.  Tuttavia, quello stesso giorno Eliyahu ha preso parte a una votazione telefonica del gabinetto.

## Opinioni politiche
Eliyahu è un forte oppositore delle proposte per una soluzione a due Stati, descrivendo la linea verde come una "linea fittizia". Sostiene la piena annessione israeliana della Cisgiordania e ha invitato Israele a "imporre la sovranità su Giudea e Samaria".
Eliyahu ha criticato sia la polizia che le forze di difesa israeliane (IDF) per il presunto trattamento preferenziale riservato ai palestinesi in Cisgiordania rispetto ai coloni. Nell'agosto 2023, ha affermato che "l'IDF, la polizia e i servizi [di sicurezza] negli ultimi tre decenni" hanno adottato "la visione del mondo della popolazione palestinese, che considera automaticamente colpevoli i coloni".

## Vita privata
Eliyahu è sposato e ha sei figli. Vive a Rimonim, un insediamento israeliano in Cisgiordania.